# Xiaolüren

Xiaolüren Ampel (Bildsequenz)

Xiaolüren (chinesisch 小綠人, Pinyin xiǎolǜrén, „kleiner grüner Mann“, offiziell chinesisch 行人倒數計時顯示, „Fußgänger-Countdown-Anzeige“) ist ein animiertes Verkehrszeichen in Taiwan. Die Variante einer Ampelanzeige wurde zuerst 1999 in Taipeh eingeführt, genauer zwischen Song-shou- und Shi-fu-Straße, und verbreitete sich in den folgenden Jahren über das ganze Land.
Die LED-Anzeige der Ampel zeigt einen kleinen grünen Mann mit Hut, der über sieben verschiedene Einzelbilder so animiert wird, als würde er laufen, und der zum Ende der Ampelphase durch Variierung der Bildwechselzeiten schneller laufen kann. Die Grundform des Mannes mit Hut ähnelt dabei den Ampelmännchen, die allerdings nicht animiert sind.